# Puls 4 Sport
Unter Puls 4 Sport werden verschiedene Sendungen des österreichischen Privatsenders Puls 4 subsumiert. Die von 2011 bis 2013 ausgestrahlte Sendung Puls 4 Sport: Das Studio war das zentrale Element der Programmsäule und wurde im Jänner 2013 in die Nachrichtensendung Guten Abend Österreich integriert.

## Programmschiene
Neben Das Studio, zeigt der Sender den FIS-Skicross-Weltcup, Fußballspiele (bspw. die UEFA Europa League und die UEFA Champions League) sowie die American-Football-Spiele der NFL und den Super Bowl.
Puls 4 Sport: Das Studio zeigte vorrangig Geschichten rund um die größten Sportler Österreichs und der Welt, auf Zahlen und Statistiken verzichtete man beinahe völlig. Randsportarten wie Streetball, Streetsoccer und Beachvolleyball aber auch der Ironman erhalten in der Sendung in action eine ausführliche Dokumentation.

## Logos

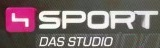
Logo von 2011
Animiertes Cornerlogo von 2011 bis 2013